# 2175 Andrea Doria
2175 Andrea Doria este un asteroid din centura principală, descoperit pe 12 octombrie 1977 de Paul Wild.